# Aghitu
Aghitu là một đô thị thuộc tỉnh Syunik, Armenia. Dân số ước tính năm 2011 là 376 người.